# Carlos Marcelino Zaragoza
Carlos Marcelino Zaragoza (Buenos Aires, Argentina, 6 de enero de 1973 - 5 de diciembre de 2020) fue un ex futbolista argentino. Jugaba de defensa y militó en diversos clubes de Argentina y Chile.

## Clubes
| Club                         | País      | Año       |
| ---------------------------- | --------- | --------- |
| San Miguel                   | Argentina | 1991-1992 |
| Santiago Wanderers           | Chile     | 1993-1995 |
| Deportivo Español            | Argentina | 1996-1997 |
| San Miguel                   | Argentina | 1997-1999 |
| Banfield                     | Argentina | 1999-2000 |
| San Miguel                   | Argentina | 2000-2002 |
| Tigre                        | Argentina | 2003-2004 |
| Juventud Unida Universitario | Argentina | 2004-2005 |
| Comunicaciones               | Argentina | 2005-2007 |

## Títulos
| Título    | Club               | País  | Año  |
| --------- | ------------------ | ----- | ---- |
| Primera B | Santiago Wanderers | Chile | 1995 |